# Mémoire transactive
La mémoire transactive est une hypothèse psychologique proposée pour la première fois par Daniel Wegner en 1985 en réponse aux théories antérieures de « l'intelligence collective » telles que la pensée de groupe. Un système de mémoire transactive est un mécanisme par lequel des groupes codent, stockent et récupèrent collectivement des connaissances. La mémoire transactive a été initialement étudiée dans les couples et les familles où les individus avaient des relations étroites mais a ensuite été étendue aux équipes, aux groupes plus importants et aux organisations pour expliquer comment ils développent un « esprit de groupe », un système de mémoire plus complexe et potentiellement plus efficace que celle de chacun de ses constituants. Un système de mémoire transactive comprend la mémoire stockée dans chaque individu, les interactions entre la mémoire au sein des individus, ainsi que les processus qui mettent à jour cette mémoire. La mémoire transactive est donc la réserve partagée de connaissances.
Selon Wegner, un système de mémoire transactive se compose des connaissances stockées dans la mémoire de chaque individu combinées à une « métamémoire (en) » contenant des informations concernant les différents domaines d'expertise des coéquipiers.
Le système de mémoire transactive fonctionne de manière similaire à la mémoire externe (en), où les autres membres du groupe sont l'aide à la mémoire externe. Tout comme la métamémoire d'un individu lui permet de savoir quelles informations sont disponibles pour permettre leur récupération, le système de mémoire transactive fournit également aux coéquipiers des informations concernant les connaissances auxquelles ils ont accès au sein du groupe. Les membres du groupe apprennent qui sont les experts en savoir et comment accéder à l'expertise par le biais de processus de communication. De cette façon, un système de mémoire transactive peut fournir aux membres du groupe des connaissances plus nombreuses et de meilleure qualité que celles auxquelles un individu pourrait accéder seul.

## Histoire
La mémoire transactive a été envisagée pour la première fois par Daniel Wegner en 1985. Ce concept a proposé que lorsque deux individus passent beaucoup de temps ensemble et travaillent ensemble, ils créent une réserve de connaissances partagée entre-eux. En substance, un membre du couple pourrait stocker des informations au sein de son partenaire, puis se souvenir de ces informations en interrogeant son partenaire à ce sujet. Ce concept était différent et original par rapport aux autres descriptions de la cognition socialement distribuée en ce qu'il décrit une situation où les individus détiennent des connaissances différentes par rapport aux informations partagées, et les membres du groupe s'engagent dans des transactions pour aider au rappel des informations stockées.
Dans une revue récente, Ren et Linda Argote ont décrit la mémoire transactive comme l’existence à la fois d'une composante structurelle (les liens de la mémoire individuelle avec le collectif) et de processus collaboratifs qui rendent la mémoire transactive dynamique. Wegner le premier a proposé trois processus qui se produisent dans des groupes conduisant à la formation et à la réification de la mémoire transactive : le codage, le stockage et la récupération décrits en détail ci-dessous. Dans une série d'expériences, Hollingshead a constaté que les partenaires romantiques (qui sont supposés avoir une mémoire transactive) obtenaient de meilleurs résultats sur le rappel des connaissances que les dyades et que les couples mémoriseront plus de mots dans une liste que deux étrangers, lorsqu'ils seront récompensés sur le nombre de mots uniques dont ils se souviennent.
L'explication de ces résultats est que les couples savent comment se rappeler au mieux les connaissances de chacun, et ont une bonne conception des connaissances de l'autre ; ils éviteront donc de mémoriser des mots dans le domaine de leur partenaire. Deux individus étrangers l'un à l'autre n'ont pas accès à ces mêmes informations partagées, ce qui conduit à de moins bonnes performances dans ce type de tâches. Diane Liang et ses collègues ont étendu le concept de mémoire transactive dans le domaine des groupes de travail.
Dans ce travail, le développement de la mémoire transactive a été conçu comme un moyen d'améliorer les performances du groupe lors de tâches interdépendantes. Après cette extension, la mémoire transactive est devenue plus prolifique dans comportement organisationnel en comparaison avec d'autres activités.

## Processus transactifs
Tout comme la mémoire humaine, le développement d'un système de mémoire transactive comprend trois étapes : l'encodage, le stockage et la récupération. Ces processus sont transactifs, ce qui signifie qu'ils sont mis à jour lorsque les membres échangent des informations entre eux.

### Encodage
À l'étape de l'encodage, les coéquipiers obtiennent des informations sur les domaines de connaissances des autres membres de l'équipe et les catégorisent en attribuant chaque domaine de connaissances au membre de l'équipe correspondant.
Parfois, cette connaissance peut émerger à travers une conversation « qui a fait quoi » ou « qui sait quoi », ou même à travers des instructions directes comme en disant à un coéquipier de se souvenir de certaines informations. Il peut également y avoir des discussions et des négociations sur où et sous quelle forme stocker les informations dans le groupe.
Le processus de codage est très important dans le développement de la mémoire transactive. L'encodage se produit par l'interaction entre les coéquipiers : en partageant les connaissances et en recherchant des informations auprès des autres membres de l'équipe, les coéquipiers apprennent l'expertise de chaque membre de l'équipe comme une première étape essentielle vers la spécialisation. Ces experts sont ensuite chargés de continuer à encoder des informations nouvelles et pertinentes dans leurs domaines de connaissance.

### Stockage
Dans la phase de stockage, les informations pertinentes sont stockées en possession du ou des membres de l'équipe possédant l'expertise correspondante ; une fois les experts identifiés, de nouvelles informations sont transmises directement aux membres de l'équipe. Cela améliore le processus d'apprentissage et réduit la charge cognitive dans la mémoire des coéquipiers individuels. Avec le stockage en mémoire transactive, un membre de l'équipe n'a qu'à se souvenir des informations dans son domaine d'expertise, alors qu'il n'a qu'à se rappeler quels sont les domaines d'expertise des autres membres plutôt que de stocker toutes les informations dans la mémoire transactive.
Les informations peuvent également être perdues ou modifiées pendant le stockage destiné à la mémoire transitive, comme c'est le cas pour la mémoire individuelle. Ces modifications, cependant, peuvent être encore plus rapides et percutantes que dans la mémoire individuelle car les informations sont dispersées et stockées chez plusieurs membres du groupe, rendant les informations plus facilement remplacées par des informations erronées.

### Récupération
Pendant la phase de récupération, un membre du groupe utilise la mémoire transactive développée pour identifier un membre du groupe spécialisé dans le domaine de connaissances requis, puis se tourne vers ce membre pour atteindre les connaissances. Si le membre demandeur n'a pas encodé cette connaissance dans sa métamémoire individuelle spécialisée, la recherche peut être lancée à nouveau dans le but de demander aux autres membres du système de stockage qui est l'expert spécialisé dans les informations qu'il souhaite récupérer, puis en se connectant avec cet expert après une série de consultations. Si ces informations sont exactes et utiles, le lien avec le membre possédant des connaissances spécialisées est renforcé. Si les informations ne sont pas exactes, alors l'étape de codage est à nouveau activée de telle sorte que les informations sur l'inexactitude des connaissances fournies par le membre spécialisé soient réencodées et à nouveau stockées dans le système de mémoire transactive.

## Développement
De nombreuses recherches ont montré qu'un système de mémoire transactive est principalement développé à travers des interactions entre les membres de l'équipe. Il a été démontré que la formation d'un groupe doit s'accomplir ce qui aide au développement d'un système de mémoire transactive
. Dans cette étude, lorsque les membres du groupe ont été formés ensemble, l'équipe a développé un système de mémoire transactive plus solide, s'est rappelé plus d'informations sur le processus et a fait moins d'erreurs par rapport aux équipes où les individus avaient suivi la même formation mais séparément. Les chercheurs ont conclu que ce sont les interactions qui ont eu lieu pendant la formation conjointe qui ont permis aux membres de l'équipe de développer une compréhension des compétences de leurs coéquipiers, ont aidé leur recherche d'informations pertinentes sur la tâche auprès de leurs coéquipiers et ont évalué l'exactitude et la fiabilité de ces informations. En conséquence, les groupes qui se sont entraînés ensemble ont mieux réussi la tâche. Dans une étude ultérieure, ces mêmes chercheurs ont également déterminé que la familiarité avec leurs coéquipiers ou leur goût n'expliquait pas les différences entre les groupes qui ont été formés ensemble et ceux qui ne l'ont pas été. Dans cette étude, les chercheurs ont donné aux groupes qui ne s'entraînaient pas ensemble un exercice de consolidation d'équipe, mais ils ne réussissaient toujours pas aussi bien que le groupe formé ensemble.
En outre, la recherche a montré l'importance de la connaissance de celui qui sait ce qui peut être disponible avant le processus d'équipe
.
À la première étape du cycle de vie d'un groupe, la connaissance de l'expertise de chacun des membres de l'équipe permet au groupe de répartir le travail de manière plus efficace et d'attribuer différentes tâches aux membres de l'équipe qui sont les plus qualifiés pour ces missions. L'existence de nombreuses interactions dans les premiers stades de la formation d'un groupe donne à chacun des coéquipiers l'occasion de connaître la formation des autres membres de l'équipe, le niveau d'expertise ou le manque de connaissances dans certains domaines, ainsi que de développer une compréhension commune des exigences de la tâche et la façon dont l'ensemble des connaissances des coéquipiers se combine.
Il semble donc que la communication joue un rôle crucial dans le développement de la mémoire transactive. Pourtant, il semble qu'aucun type de communication et d'interaction entre les membres de l'équipe n'amènera à la construction de la mémoire transactive. La communication, en général, sert de moyen de transfert d'informations d'une personne à une autre, mais aux fins de la construction de la mémoire transactive, cette communication doit traiter des informations concernant les connaissances, l'expertise et l'expérience pertinente d'autres personnes dans le système. Si les membres de l'équipe communiquent davantage face à face lors de la planification d'un projet, le TMS (Transactive Memory Scale) émergera plus rapidement et sera plus fort. Le niveau de communication face à face pendant la planification de l'équipe pourrait prédire le TMS dès la phase de mise en œuvre.
Moreland et Myaskovsky (2000) ont montré que la mémoire transactive peut être développée sans aucune interaction entre coéquipiers. En remplacement de la communication des coéquipiers, ils ont fourni aux membres du groupe un retour d'informations (feedback) classant les compétences des membres de l'équipe dans les domaines de tâches pertinents avant de commencer à exécuter la tâche. Bien que la rétroaction et les informations concernant les connaissances des coéquipiers aient été fournies par les chercheurs et que les coéquipiers ne se soient pas communiqués au préalable, ces informations ont eu une incidence positive sur le score de mémoire transactive et les performances de l'équipe. Cette expérience a démontré que le partage d'informations spécifiques concernant les connaissances des membres de l'équipe et la formation des domaines d'expertise est nécessaire pour le développement de la mémoire transactive, soit par interaction directe, soit par un autre moyen de transformation de l'information.

## Indicateurs
De nombreux chercheurs considèrent que les composants de base du système de mémoire transactive sont la spécialisation, la coordination et la crédibilité.
Il s'agit d'une idée fausse courante sur le fonctionnement des systèmes de mémoire transactive au sein des groupes. Ces indicateurs de TMS se produisent après qu'un groupe a établi un système de mémoire transactive et sont dus à l'existence d'une mémoire transactive au sein du groupe. Parce que ces trois facteurs se produisent plus fréquemment dans les groupes qui ont développé un TMS, ils sont souvent mesurés comme un proxy pour mesurer le système de mémoire transactif exact. La mesure la plus répandue de la mémoire transactive, développée par Kyle Lewis, mesure ces trois composantes comme des indicateurs qu'un groupe a développé une mémoire transactive. D'autres mesures, à savoir celle d'Austin, tentent de mesurer les perceptions de l'expertise au sein du groupe en tant que mesure plus directe de la mémoire transactive.

### Spécialisation
Un solide système de mémoire transactive est atteint lorsque le groupe obtient des informations sur le répertoire de connaissances que tous les autres coéquipiers détiennent et que ce groupe utilise ces informations afin d'acquérir différentes connaissances complémentaires. Une fois que les membres du groupe ont bien compris qui sait quoi au sein du groupe, ils peuvent commencer à différencier leurs connaissances. Cette différenciation des connaissances est précisément le véritable avantage d'un système de mémoire transactive, car il est mis en œuvre avec le moins de chevauchements possibles dans les domaines d'expertise des membres, la répartition du travail devient plus facile et le groupe peut devenir plus efficace (Wegner 1987). Lorsque chaque membre de l'équipe peut approfondir ses connaissances dans tous les domaines qui font défaut (par opposition à l'acquisition de connaissances congruentes), il élargira la connaissance collective totale des équipes. Hollingshead (1998a) a démontré que la spécialisation conduisait à un investissement d'effort plus efficace et organisé dans la recherche d'informations, à la prévention de la redondance des informations et l'accessibilité à un plus large éventail de compétences.

### Coordination
La coordination fait référence à la nécessité des efforts explicites de planification et de coordination révélés pendant le travail d'équipe. Lorsqu'un groupe possède un solide système de mémoire transactive, le besoin d'efforts de coordination explicites diminue, car les coéquipiers, conscients des forces et des faiblesses des autres coéquipiers, peuvent anticiper leur comportement et réagir, en faisant des ajustements rapides de leur propre comportement en retour. Dans les groupes qui ont développé une mémoire transactive, les membres sont capables de se coordonner facilement les uns avec les autres et peuvent s'adresser directement à ceux qui ont de l'expertise s'ils ont besoin de leurs informations.

### Crédibilité
La « crédibilité » reflète dans quelle mesure les membres de l'équipe estiment que les connaissances pertinentes sur les tâches possédées par l'un des autres membres de l'équipe sont correctes et exactes. Des groupes qui ont développé un système de mémoire transactive, auront suivi plusieurs fois le processus d'encodage, de stockage et de récupération des informations. Lorsque de nouvelles informations sont portées à l'attention du groupe, elles peuvent être évaluées puis réencodées dans le système de mémoire transactive. Si le domaine d'expertise d'un membre a été utilisé plusieurs fois sans problème, alors les autres membres du groupe commenceront à voir les connaissances du membre du groupe comme plus crédibles (Wegner 1987). Si un groupe a un système de mémoire transactive bien développé, tous les membres du groupe pourraient être considérés comme crédibles.

## Performance d'équipe
L'existence d'un système de mémoire transactive au sein d'un groupe permet d'accéder rapidement à une grande quantité de connaissances, d'améliorer les processus d'intégration de l'information, d'améliorer les processus de prise de décision, d'influencer la perception de l'efficacité des autres coéquipiers et d'augmenter leur satisfaction et le sens de l'identification avec l'équipe et l'organisation. La mémoire transactive est composée de connaissances spécialisées et de la compréhension de qui a ces connaissances, mais les avantages ne se limitent pas aux seuls groupes qui s'engagent dans un grand nombre de travaux de connaissances.
La mémoire transactive peut améliorer les performances grâce à trois mécanismes (en) principaux, :
- La division de la responsabilité sur différents types de connaissances entre les coéquipiers permet à chacun d'élargir ses propres connaissances dans un domaine spécifique tout en conservant l'accès aux connaissances pertinentes sur les tâches requises possédées par d'autres[3].
- Le développement d'un système de mémoire transactive raccourcira le temps nécessaire pour rechercher les connaissances appropriées : lorsque chaque membre de l'équipe sait vers qui se tourner pour obtenir les informations requises, moins de temps est perdu à rechercher des connaissances pertinentes sur les tâches[3].
- La compréhension partagée des coéquipiers concernant les relations interpersonnelles dans l'équipe et les différents domaines d'expertise, leur permet de mieux prévoir et anticiper le comportement de leurs collègues, conduisant à des interactions bien coordonnées et efficaces[12].

La mémoire transactive peut ne pas être utile pour tous les types de groupes ou toutes sortes de travaux. Lewis et Herndon (2011) ont suggéré des critères pour les types de tâches qu'un système de mémoire transactive développé soit le plus utile pour améliorer les performances suivantes :
- Tâches qui nécessitent des connaissances diverses ;
- Tâches qui nécessitent une compréhension approfondie des connaissances spécialisées ;
- Tâches où la crédibilité et l'exactitude des informations sont importantes ;
- Tâches où il est possible de savoir quels membres possèdent une expertise ;
- Tâches qui nécessitent une application complète des connaissances à la tâche ;
- Tâches où une coordination efficace entre les membres est importante.

Pour ces raisons, les groupes effectuant des tâches qui ne peuvent pas être séparées ou qui nécessitent peu de spécialisation peuvent ne pas tirer beaucoup d'avantages du développement d'un système de mémoire transactive. Les auteurs suggèrent que les tâches où les idées doivent être exécutées et où tous les membres ont le même objectif bénéficieront le plus d'un système de mémoire transactive. Inversement, les auteurs suggèrent que les groupes qui s'engagent dans des tâches de remue-méninges ou de prise de décision peuvent développer des systèmes de mémoire transactive plus rapidement que ceux qui manipulent des idées au simple prétexte qu'il y aurait plus de partage de connaissances et d'interaction entre les membres.

## Extensions à d'autres domaines
Lorsque la mémoire transactive a été envisagée pour la première fois, les auteurs décrivaient un magasin de mémoire externe au sein d'autres personnes. Ils ont reconnu que nous stockons souvent des informations dans des objets tels que des cahiers, des livres ou d'autres enregistrements. Ces objets sont statiques de sorte que le des processus transactifs ne peuvent pas se produire. Ces objets, par conséquent, ne peuvent pas créer de souvenirs à l'intérieur des individus de la même manière qu'une personne individuelle. Internet est cependant beaucoup plus dynamique qu'un livre et les individus peuvent s'engager dans des processus transactionnels similaires à ceux qu'ils auraient avec d'autres individus. Des recherches publiées dans la revue Science le 14 juillet 2011 suggèrent que lorsque les gens s'attendent à avoir un accès futur à l'information, ils ont des taux de rappel de l'information plus faibles, mais des taux de rappel plus élevés des sources de l'information.
Les auteurs suggèrent que cette recherche démontre que les individus développent un système de mémoire transactive avec Internet, en s'appuyant sur lui pour obtenir des informations au lieu de l'intérioriser dans leurs propres souvenirs. Pour expliquer comment les mémoires externes sont liées aux systèmes de mémoire transactive, Schakel (2013) les a décrits comme des artefacts externes qui peuvent (être utilisés pour) influencer ou représenter les aspects ostensibles ou performatifs des systèmes de mémoire transactives.

## Acticles connexes
- Mémoire (sciences humaines)
- Effet Dunning-Kruger - Biais culturel